# Fryup
Fryup – osada w Anglii, w hrabstwie North Yorkshire. Leży 54 km na północ od miasta York i 329 km na północ od Londynu.